# Ińsko
Ińsko ['iɲskɔ] (en allemand : Nörenberg) est une ville de la voïvodie de Poméranie occidentale, dans le nord-ouest de la Pologne. Elle est le siège de la gmina de Ińsko, dans le powiat de Stargard. Sa population s'élevait à 2 051 habitants en 2013. 